# Randka z Judy
Randka z Judy – amerykański musical z 1948 roku z Wallace’em Beerym, Jane Powell i Elizabeth Taylor. Film został oparty na serii słuchowisk radiowych pod tym samym tytułem.

## Obsada
- Wallace Beery jako Melvin R. Foster
- Jane Powell jako Judy Foster
- Elizabeth Taylor jako Carol Pringle
- Carmen Miranda jako Rosita Cochellas
- Xavier Cugat jako on sam
- Robert Stack jako Stephen Andrews
- Scotty Beckett jako Ogden „Oogie” Pringle
- Selena Royle jako pani Foster
- Leon Ames jako Lucien T. Pringle
- Clinton Sundberg jako Jameson
- George Cleveland jako Gramps
- Lloyd Corrigan jako „Pop” Sam Scully
- Jerry Hunter jako Randolph Foster
- Jean McLaren jako Mitzi Hoffman